# BOØWY VIDEO
『BOØWY VIDEO』（ボウイ・ビデオ）は、日本のロックバンドであるBOØWYのライブ・ビデオ。
1986年7月2日に東芝EMI (TOEMI VIDEO) よりVHSおよびベータマックスにてリリースされた。BOØWY初の映像作品であり、1986年5月1日高崎市文化会館（群馬県）でのライヴ（撮影の為に同日に2回ライヴが行われた）を収録したもの。一部イメージ映像やPVの素材を使っているが、基本的にはライヴ・ビデオである。監督は前嶋輝。発売日の7月2日はBOØWY初の武道館公演が行われた日であった。
同年7月23日にはレーザーディスクとして、2001年11月28日にはDVDとして再リリースされた。

## 録音
本作はシングル「わがままジュリエット」（1986年）のPV撮影と同時に企画され、レコーディングは1986年5月1日に高崎市文化会館にて行われた。
当日にメンバーは通常のライブ時より3時間程早い午後12時30分頃に会場入りした。撮影スタッフは当日の撮影のために徹夜で仕込みを行っており、2台のクレーンと5台のカメラやレコーディングのための様々な機材が準備された。メンバーは楽屋にも入らずステージに直行し、自身の立ち位置で照明やカメラのチェックなどを行った。ステージ衣裳は過去に沢田研二などを手掛けたデザイナーの早川タケジが担当しており、BOØWYのライブを見てファンとなった早川は限られた制作時間の中で3日間徹夜で作業を行い当日に間に合わせたという。
開演前のサウンドチェックは通常の倍以上の時間を用意した上で、かなりの注意を払って行われた。会場にはメンバーからの要請でドイツのハンザ・スタジオ所属のエンジニアであるマイケル・ツィマリングも来場していた。

## 構成
本作収録曲の内、「PROLOGUE」は同年にリリースされたライブ・アルバム『"GIGS" JUST A HERO TOUR 1986』（1986年）収録のものとは異なる観客の歓声が入っていないオリジナルテープが使用されており、ライブ・アルバム収録のものより短く編集されている。同ライヴ・アルバムは公演から1ヶ月以内に発売される異例のスピードリリースだったが、本作も公演から僅か2ヶ月でのリリースとなった。
ライブ本編の映像では、「わがままジュリエット」では大部分がPVの映像となっておりライブ映像は曲の終盤のみ収録されている他、「ミス・ミステリー・レディ」および「JUST A HERO」においても一部でイメージ映像が挿入されている。また、「わがままジュリエット」はライブ・アルバムと同音源となっている。
その他、「LIKE A CHILD」の演奏時に松井恒松はエレクトリックベースではなくDX7を使用している。

## 収録曲
全編曲: 布袋寅泰。
| #   | タイトル                     | 作詞               | 作曲     |
| --- | ---------------------------- | ------------------ | -------- |
| 1.  | 「PROLOGUE」                 |                    | 布袋寅泰 |
| 2.  | 「BAD FEELING」              | 氷室京介、高橋信   | 布袋寅泰 |
| 3.  | 「JUSTY」                    | 氷室京介           | 布袋寅泰 |
| 4.  | 「Honky Tonky Crazy」        | BOØWY              | BOØWY    |
| 5.  | 「わがままジュリエット」     | 氷室京介           | 氷室京介 |
| 6.  | 「LIKE A CHILD」             | 松井恒松           | 布袋寅泰 |
| 7.  | 「ミス・ミステリー・レディ」 | 氷室京介           | 氷室京介 |
| 8.  | 「Dreamin'」                 | 布袋寅泰、松井五郎 | 布袋寅泰 |
| 9.  | 「IMAGE DOWN」               | 氷室京介           | 布袋寅泰 |
| 10. | 「NO. NEW YORK」             | 深沢和明           | 布袋寅泰 |
| 11. | 「JUST A HERO」              | 氷室京介           | 布袋寅泰 |

## スタッフ・クレジット

### BOØWY
- 氷室京介 - ボーカル
- 布袋寅泰 - ギター、コーラス
- 松井恒松 - ベース、キーボード、コーラス
- 高橋まこと - ドラムス、コーラス

### スタッフ
- リサ・ハイダー - モデル
- 後藤由多加 - エグゼクティブ・プロデューサー
- あつみいさお - エグゼクティブ・プロデューサー
- 糟谷銑司（ユイ・ロック・プロジェクト） - プロデューサー
- 三保谷文彦（東芝EMI） - プロデューサー
- 津島秀明 (ARF) - プロデューサー
- 前嶋輝 - ディレクター
- スガタカシ - 写真撮影ディレクター

## リリース履歴
| No. | 日付           | レーベル                  | 規格  | 規格品番                | 最高順位 | 備考                                                                                        |
| --- | -------------- | ------------------------- | ----- | ----------------------- | -------- | ------------------------------------------------------------------------------------------- |
| 1   | 1986年7月2日   | 東芝EMI                   | VHS β | TT98-1149HI TT98-1149FI | 4位      |                                                                                             |
| 2   | 1986年7月23日  | 東芝EMI                   | LD    | L088-1056               | -        |                                                                                             |
| 3   | 2001年11月28日 | 東芝EMI                   | DVD   | TOBF-5105               | 5位      |                                                                                             |
| 4   | 2012年12月24日 | EMIミュージック・ジャパン | BD    | TOXF-4011               | -        | BD-BOX『BOØWY BLU-RAY COMPLETE』収録                                                        |
| 5   | 2021年9月1日   | USM                       | BD    | UPXY-6081               | -        | BD-BOX『BOØWY BLU-RAY COMPLETE』から単体発売                                                |
| 6   | 2021年9月1日   | USM                       | BD    | PROT-4010               | -        | ジャケット絵柄Tシャツ付きLimited BOX ※「BOØWY HUNT」・「UNIVERSAL MUSIC STORE」限定販売商品 |